# Graphis (literak)
Graphis Adans. (literak) – rodzaj grzybów z rodziny literakowatych (Graphidaceae). Ze względu na współżycie z glonami zaliczany jest do grupy porostów. W Polsce występuje jeden gatunek.

## Systematyka i nazewnictwo
Pozycja w klasyfikacji według Index Fungorum: Graphidaceae, Ostropales, Ostropomycetidae, Lecanoromycetes, Pezizomycotina, Ascomycota, Fungi.
Synonimy nazwy naukowej:
Anomomorpha Nyl. ex Hue,
Aulacographa Leight.,
Ctesium Pers.,
Digraphis Clem.,
Diplographis Kremp. ex A. Massal.,
Diplolabia A. Massal.,
Dyplolabia A. Massal.,
Graphidomyces E.A. Thomas ex Cif. & Tomas.,
Opegrapha Humb.,
Oxystoma Eschw.,
Scaphis Eschw.,
Thelographis Nyl.
Nazwa polska według W. Fałtynowicza.

## Niektóre gatunki
- Graphis albissima Müll. Arg. 1895
- Graphis alboscripta Coppins & P. James 1992
- Graphis anfractuosa (Eschw.) Eschw. 1833
- Graphis angustata Eschw. 1833
- Graphis apertella A.W. Archer 2001
- Graphis aphanes Mont. & Bosch 1855
- Graphis assimilis Nyl. 1868
- Graphis atrocelata (A.W. Archer) A.W. Archer 2005
- Graphis borealis (A.W. Archer) A.W. Archer 2005
- Graphis catherinae A.W. Archer 2001
- Graphis scripta (L.) Ach. 1809 – literak właściwy

Nazwy naukowe na podstawie Index Fungorum. Nazwa polska według W. Fałtynowicza.